# Arxiu bibliogràfic de Santes Creus
L'Arxiu Bibliogràfic de Santes Creus sorgí al voltant de l'any 1944 quan un grup de persones encapçalades per l'historiador Eufemià Fort i Cogul i el Dr. Pere Serramalera i Cosp, als quals s'uniria amb entusiasme Mossen Abdon Socias i Bové, s'adonaren de la necessitat de crear un entitat que tingués cura i fomentés la investigació dels elements històrics, artístics i arqueològics a l'entorn del monestir cistercenc de Santes Creus i la seva incidència en la història de Catalunya. L'any 1945 l'Arxiu assolí personalitat jurídica al presentar el Dr. Serramalera la proposta de llur creació a l'Ajuntament, però no seria però fins al 1947 quan l'administració acceptà la seva inscripció en el registre d'associacions adoptant el nom definitiu d'Arxiu Bibliogràfic de Santes Creus.
Fou el seu primer president el Dr. Joaquim Guitert i Fontserè, historiador de Poblet i Santes Creus, i a la seva mort l'any 1957 el succeí el Dr. Joan Noguera i Salort. Al llarg de la seva trajectòria l'Arxiu Bibliogràfic de Santes Creus s'ha caracteritzat per la seva defensa dels valors històrics i artístics del monestir sense deixar, malgrat les primeres èpoques, de banda el seu arrelament al país. Ha desenvolupat una intensa tasca creant una biblioteca, instal·lada a la seva seu social a l'antiga biblioteca del monestir, que recull la bibliografia publicada sobre Santes Creus, alguns dels volums que pertanyeren a l'antiga comunitat abans de la desamortització de 1835, i diversos estudis locals fruit de l'intercanvi de publicacions amb d'altres institucions. La revista de l'Arxiu ha esdevingut, al llarg dels anys, peça fonamental per l'estudi històric i artístic del monestir, fet que s'ha vist millorat per publicacions monogràfiques editades per l'Arxiu o els Amics de Santes Creus, filial del mateix creada l'any 1957. En aquest sentit ha estat la successiva convocatòria de premis i beques per a fomentar l'estudi històric, artístic i fotogràfic de Santes Creus. La tasca de l'Arxiu no ha estat aliena a la del Patronat del Reial Monestir de Santes Creus, re-fundat l'any 1951, del qual forma part el president de l'Arxiu essent el seu butlletí l'òrgan oficial del Patronat. A més de monografies l'Arxiu compta amb un fons molt important de material fotogràfic, que deixa palesa la restauració que el cenobi ha vist en els darrers anys, i un fons documental en microfilm de l'Archivo Histórico Nacional. La tasca de l'Arxiu Bibliogràfic de Santes Creus amb els seus presidents al capdavant ha esdevingut peça clau en la recuperació física i espiritual del monestir de Santes Creus, la joia cistercenca del Baix Gaià.
1. 1 2  «Arxiu Bibliogràfic de Santes Creus | enciclopedia.cat». [Consulta: 6 març 2024].